# Нагота і сексуальність
Зв'язок між наготою та сексуальністю може бути складним. Коли люди оголені, це часто призводить до статевого збудження, тому непристойне оголення часто вважається злочином. Існують також соціальні рухи, які сприяють більшій мірі оголеності, такі як рух свободи грудей за популяризацію жіночого топлесу, а також рух за пропаганду грудного вигодовування в громадських місцях. Крім того, деякі психіатричні розлади, які можуть призвести до більшої оголеності, включають ексгібіціоністський розлад, вуаєристський розлад і гімнофобію.

## Фон

### Нагота
Нагота є однією з фізіологічних характеристик людини, яка єдина серед приматів еволюціонувала до фактично безволосих. Сексуальність людини включає фізіологічні, психологічні та соціальні аспекти сексуальних почуттів і поведінки.
У багатьох суспільствах міцний зв'язок між наготою та сексуальністю сприймається як належне. Інші суспільства зберігають свою традиційну практику бути повністю або частково оголеними як у соціальних, так і в приватних ситуаціях, таких як похід на пляж чи спа. Значення наготи та сексуальності залишається амбівалентним, що часто призводить до культурних непорозумінь і психологічних проблем.

### Сексуалізація
Американська психологічна асоціація (АПА) визначає сексуалізацію як обмеження цінності людини сексуальною привабливістю, за винятком інших характеристик і прирівнювання фізичної привабливості до сексуальності. Людину також можна сексуально об'єктивізувати, перетворити на об'єкт для сексуального використання іншими, а не розглядати як особу зі здатністю самостійно діяти та приймати рішення; або сексуальність неналежним чином нав'язана особі. Сексуалізація особливо шкодить молодим людям, які перебувають у процесі формування власного образу «Я». Дівчаткам можуть нав'язувати сексуалізовані очікування або засвоювати норми, які призводять до самосексуалізації. Сексуалізація дівчат містить як невідповідне віку «сексуальне» вбрання для дівчат, так і перевдягання дорослих моделей у дівчат. У кіно і на телебаченні жінок показують оголеними набагато частіше, ніж чоловіків, і, як правило, в контексті сексуальної поведінки.
Дехто вважає, що позиція АПА полягає в тому, що вона розглядає сексуальні зображення як однозначно негативні й переоцінює вплив цих зображень на молодь, припускаючи, що їхній вплив безпосередньо призводить до негативних наслідків, як якби це була хвороба. Дослідження також не враховують вплив сексуальних образів на хлопців, що впливає на те, як вони бачать власну мужність і належні сексуальні стосунки.
Попри те, що тема сексуалізації широко обговорюється в медіа та на політичному рівні, психологічних досліджень щодо того, який вплив справді мають медійні образи на благополуччя молодих людей, наприклад, як і до якої міри сексуальна об'єктивація інтерналізується, перетворюючись на самооцінку, майже не проводилося. В інтерв'ю з голландськими підлітками цей вплив ускладнюється загальним ліберальним ставленням до сексуальності, в тому числі легалізацією проституції, яка є дуже помітною.
Дослідники бачать, що культурна сила комодифікації (або «порнофікації») призводить до сексуалізації спортивних тіл, заперечуючи природність і красу наготи. Це контрастує зі святістю оголеного атлета в стародавньому світі, зокрема в Греції; та естетична оцінка оголеної натури в мистецтві.

## Сексуальна реакція на соціальну наготу
Зв'язок між оголеним тілом і сексуальною реакцією відображений у законодавчій забороні непристойного оголення в більшості суспільств.
У всьому світі деякі суспільства визнають певні місця і види діяльності, які, хоча і є публічними, але придатні для часткової або повної оголеності. До них відносяться суспільства, які підтримують традиційні норми щодо наготи, а також сучасні суспільства, в яких є велика кількість людей, які прийняли натуризм як спосіб проведення дозвілля. Натуристи, як правило, дотримуються певної поведінки, наприклад, утримуються від дотиків, щоб уникнути сексуальної реакції під час участі в нудистських заходах. Багато нудистських пляжів є прикладом цього.
Дослідження показали, що біологічно люди схильні реагувати на наготу більше, ніж на будь-яке інше представлення тіла. Ця біологічна реакція включає сексуальне збудження, хоча сексуальність представлена та закріплена по-різному між статями. Через це часто відбувається поділ або зосередження на точці зору сексуальності однієї групи та менший акцент на точці зору іншої групи, ідеї можуть спотворюватися. Існують також культурні відмінності щодо наготи та сексуальності, які часто походять з їхнього минулого, релігійних поглядів чи регіону.

### Натуризм і секс
Деякі натуристи не підтримують цю несексуальну атмосферу. У статті 1991 року в журналі Off Our Backs Ніна Сільвер розповідає про вторгнення основної сексуальної культури в деякі американські натуристські групи. Нудистські курорти можуть залучати женоненависників або педофілів, з якими не завжди поводяться належним чином, а деякі курорти можуть обслуговувати «свінгерів» або проводити сексуально провокаційні заходи для отримання прибутку або залучення членів.

## Рухи оголеності
У багатьох суспільствах груди продовжують асоціюватися як з виношуванням дітей, так і з сексуальністю. Рух «свобода грудей» пропагує рівні права жінок бути оголеними вище пояса в громадських місцях за тих самих обставин, які вважаються соціально прийнятними для чоловіків.
Грудне вигодовування в громадських місцях заборонено в одних юрисдикціях, не регулюється в інших і захищено як законне право в третіх. Там, де публічне грудне вигодовування є законним правом, деякі матері можуть не бажати годувати грудьми, а деякі люди можуть заперечувати проти такої практики.

## Психологічні розлади тілесного прояву
Ексгібіціоністський розлад — стан, що характеризується бажанням, фантазією або актом оголення своїх статевих органів людям без згоди, особливо незнайомцям; а вуаєристський розлад — це сексуальний інтерес або практика шпигунства за людьми, які займаються інтимною поведінкою, наприклад роздяганням або сексуальною активністю. Хоча подібні терміни можуть використовуватися вільно для позначення повсякденної діяльності, ці почуття та поведінка вказують на психічний розлад, лише якщо вони заважають нормальному функціонуванню чи самопочуттю, або викликають дискомфорт чи тривогу в інших. Набагато рідше зустрічається гімнофобія, ненормальний і постійний страх перед наготою.

### Книги
- Bancroft, John (2003). Sexual Development in Childhood. Indiana University Press. ISBN 978-0-253-34243-0.
- Barcan, Ruth (2004a). Nudity: A Cultural Anatomy. Berg Publishers. ISBN 1859738729.
- Bonner, Barbara L. (1999). When does sexual play suggest a problem?. У Dubowitz, Howard; Depanfilis, Diane (ред.). Handbook for Child Protection Practice. Sage Publications. ISBN 978-0-7619-1371-9.
- Bullough, Vern L.; Bullough, Bonnie (2014). Human Sexuality: An Encyclopedia. Routledge. с. 449. ISBN 9781135825096.
- Carr-Gomm, Philip (2010). A Brief History of Nakedness. London, UK: Reaktion Books, Limited. ISBN 978-1-86189-729-9. Процитовано 1 серпня 2019.
- Goldman, Leslie (2007). Locker Room Diaries : The Naked Truth about Women, Body Image, and Re-imagining the "Perfect" Body. Cambridge, MA: Da Capo Press. ISBN 9786612788604.
- Gordon, Betty N.; Schroeder, Carolyn S. (1995). Sexuality: A Developmental Approach to Problems. Springer. ISBN 978-0-306-45040-2.
- Górnicka, Barbara (2016). From Lewd to Nude: Becoming a Naturist. Nakedness, Shame, and Embarrassment. Figurationen. Schriften zur Zivilisations und Prozesstheorie. Т. 12. Wiesbaden: Springer VS.
- Higonnet, Anne (1998). Pictures of Innocence – The History and Crisis of Ideal Childhood. New York: Thames & Hudson. ISBN 978-0-500-28048-5. OL 705008M.
- Jordan, Tim; Pile, Steve, ред. (2003). Social Change. Wiley. ISBN 978-0-631-23312-1.
- Miles, Margaret R.; Lyon, Vanessa (2008). A Complex Delight: The Secularization of the Breast, 1350-1750. University of California Press. ISBN 978-0520253483.
- Toepfer, Karl Eric (1997). Empire of Ecstasy: Nudity and Movement in German Body Culture, 1910-1935. University of California Press. ISBN 9780520918276.
- Thomason, Krista K. (2018). Naked: The Dark Side of Shame and Moral Life. New York: Oxford University Press. doi:10.1093/oso/9780190843274.003.0007.
- Zurbriggen, Eileen L.; Collins, Rebecca L.; Lamb, Sharon; Roberts, Tomi-Ann; Tolman, Deborah L.; Ward, L. Monique; Blake, Jeanne (2007). Report of the APA Task Force on the Sexualization of Girls (PDF). Washington, D.C.: American Psychological Association. OCLC 123130352.

### Журнальні статті
- Allen, Katherine R.; Gary, Emily A.; Lavender-Stott, Erin S.; Kaestle, Christine E. (2018). 'I Walked in on Them': Young Adults' Childhood Perceptions of Sex and Nudity in Family and Public Contexts. Journal of Family Issues. 39 (15): 3804—3831. doi:10.1177/0192513X18793923. S2CID 149499290.
- Allen, Louisa (2006). 'Looking at the Real Thing': Young Men, Pornography, and Sexuality Education. Discourse: Studies in the Cultural Politics of Education. 27 (1): 69—83. doi:10.1080/01596300500510302. S2CID 143453096.
- Barcan, Ruth (2001). The Moral Bath of Bodily Unconsciousness: Female Nudism, Bodily Exposure and the Gaze. Continuum. 15 (3): 303—317. doi:10.1080/10304310120086795. S2CID 145127932.
- Barcan, Ruth (2004b). Regaining what Mankind has Lost through Civilisation: Early Nudism and Ambivalent Moderns. Fashion Theory. 8 (1): 63—82. doi:10.2752/136270404778051870. S2CID 194179019.
- Cover, Rob (1 вересня 2003). The Naked Subject: Nudity, Context and Sexualization in Contemporary Culture. Body & Society. 9 (3): 53—72. doi:10.1177/1357034X030093004. ISSN 1357-034X. S2CID 143857816. Процитовано 2 вересня 2019.
- Duits, Linda; van Zoonen, Liesbet (2011). Coming to Terms with Sexualization. European Journal of Cultural Studies. 14 (5): 491—506. doi:10.1177/1367549411412201. S2CID 145405676.
- Eck, Beth A. (December 2001). Nudity and Framing: Classifying Art, Pornography, Information, and Ambiguity. Sociological Forum. Springer. 16 (4): 603—632. doi:10.1023/A:1012862311849. JSTOR 684826. S2CID 143370129.
- Emmerink, Peggy M. J.; van den Eijnden1, Regina J. J. M.; Vanwesenbeeck, Ine; ter Bogt, Tom F. M. (2016). The Relationship Between Endorsement of the Sexual Double Standard and Sexual Cognitions and Emotions. Sex Roles. New York. 75 (7–8): 363—76. doi:10.1007/s11199-016-0616-z. PMC 5023751. PMID 27688527.
- Frydendal, Stine; Thing, Lone Friis (2020). A Shameful Affair? A Figurational Study of the Change Room and Showering Culture Connected to Physical Education in Danish Upper Secondary Schools. Sport, Education and Society. 25 (2): 161—72. doi:10.1080/13573322.2018.1564654. S2CID 149633742.
- Harper, Kyle (2012). Porneia: The Making of a Christian Sexual Norm. Journal of Biblical Literature. 131 (2): 363—83. doi:10.2307/23488230. JSTOR 23488230. S2CID 142975618.
- Jensen, Robin (2004). Topfreedom: A rhetorical analysis of the debate with a bust. Women and Language. Urbana. 27 (1): 68—69.
- Jirasek, Ivo; Kohe, Geoffery Zain; Hurych, Emanuel (2013). Reimagining Athletic Nudity: The Sexualization of Sport as a Sign of a 'Porno-Ization' of Culture. Sport in Society. 16 (6): 721—734. doi:10.1080/17430437.2012.753525.
- Lerum, Kari; Dworkin, Shari L. (2009). 'Bad Girls Rule': An Interdisciplinary Feminist Commentary on the Report of the APA Task Force on the Sexualization of Girls. The Journal of Sex Research. 46 (4): 250—263. doi:10.1080/00224490903079542. PMID 19657944. S2CID 24616468.
- Miller, Barry (2016). On the Loss of Nudity in the Men's Locker Room. Psychological Perspectives. 59 (1): 93—108. doi:10.1080/00332925.2016.1134213. S2CID 147364697.
- Okami, Paul (1995). Childhood exposure to parental nudity, parent-child co-sleeping, and "primal scenes": A review of clinical opinion and empirical evidence. Journal of Sex Research. 32 (1): 51—63. doi:10.1080/00224499509551774. ISSN 0022-4499.
- Okami, Paul; Olmstead, Richard; Abramson, Paul R.; Pendleton, Laura (1998). Early Childhood Exposure to Parental Nudity and Scenes of Parental Sexuality ('Primal Scenes'): An 18-Year Longitudinal Study of Outcome. Archives of Sexual Behavior. 27 (4): 361—384. doi:10.1023/A:1018736109563. ISSN 0004-0002. PMID 9681119. S2CID 21852539.
- Prause, Nicole; Park, Jaymie; Leung, Shannon; Miller, Geoffrey (2015). Women's Preferences for Penis Size: A New Research Method Using Selection among 3D Models. PLOS ONE. 10 (9): e0133079. Bibcode:2015PLoSO..1033079P. doi:10.1371/journal.pone.0133079. PMC 4558040. PMID 26332467.
- Shantz, Mary-Ann (2017). 'Nudists at Heart': Children's Nature and Child Psychology in the Postwar Canadian Nudist Movement. Journal of the History of Childhood and Youth. Baltimore: John Hopkin's University Press. 10 (2): 228—247. doi:10.1353/hcy.2017.0026. S2CID 148668825. ProQuest 1901236165.
- Shrum, Wesley; Kilburn, John (1996). Ritual Disrobement at Mardi Gras: Ceremonial Exchange and Moral Order. Social Forces. 75 (2): 423—58. doi:10.2307/2580408. JSTOR 2580408.
- Silver, Nina (1991). The Shame of Being Naked. Off Our Backs. 21 (8): 6—7. JSTOR 20833713.
- Smith, H. W. (1 вересня 1980). A Modest Test of Cross-Cultural Differences in Sexual Modesty, Embarrassment and Self-Disclosure. Qualitative Sociology. 3 (3): 223—241. doi:10.1007/BF00987137. ISSN 1573-7837. S2CID 143646233.
- Smith, Glenn; King, Michael (June 2009). Naturism and sexuality: Broadening our approach to sexual wellbeing. Health & Place. 15 (2): 439—446. doi:10.1016/j.healthplace.2008.08.002. PMID 18926761.
- Uebel, Michael (2019). Dirty Rotten Shame? The Value and Ethical Functions of Shame. Journal of Humanistic Psychology. 59 (2): 232—51. doi:10.1177/0022167816631398. S2CID 147719917.
- Vance, Melissa R. (2005). Breastfeeding Legislation in the United States: A General Overview and Implications for Helping Mothers. LEAVEN. 41 (3): 51—54. Архів оригіналу за 31 березня 2007.
- Weinberg, Martin S; Williams, Colin J. (2010). Bare Bodies: Nudity, Gender, and the Looking Glass Body. Sociological Forum. 25 (1): 47—67. doi:10.1111/j.1573-7861.2009.01156.x.
- West, Keon (1 березня 2018). Naked and Unashamed: Investigations and Applications of the Effects of Naturist Activities on Body Image, Self-Esteem, and Life Satisfaction. Journal of Happiness Studies. 19 (3): 677—697. doi:10.1007/s10902-017-9846-1. ISSN 1573-7780.
- Wolf, JH (2008). Got milk? Not in public!. International Breastfeeding Journal. 3 (1): 11. doi:10.1186/1746-4358-3-11. PMC 2518137. PMID 18680578.

### Новини
- Grulovic, Tiyana (2014). Simply the Breast. Flare Toronto. Т. 36, № 10 (Oct 2014). с. 70—71.
- Andreatta, David (22 вересня 2017). When boys swam nude in gym class. Democrat and Chronicle.
- Lis, Lea (5 травня 2019). Eight Things to Know About Nudity and Your Family. Psychology Today. Процитовано 31 липня 2019.
- Barber, Nigel (7 травня 2013). Sexual Wiring of Women's Breasts. Psychology Today.
- Senelick, Richard (3 лютого 2014). Men, Manliness, and Being Naked Around Other Men. The Atlantic.
- Sicha, Choire (3 грудня 2015). Men's Locker Room Designers Take Pity on Naked Millennials. The New York Times.
- Smithers, Rebecca (21 грудня 1999). Curtains for schools' communal showers. The Guardian.
- Taylor, Zanthe (28 лютого 2012). The (Un-Erotic) Glories of Nudity. Psychology Today.
- Zadrozny, Brandy (14 травня 2015). Are These the World's Most Graphic Sex-Ed Videos?. The Daily Beast.

### Веб-сайти
- Eng, Monica (10 вересня 2017). Baring It All: Why Boys Swam Naked In Chicago Schools. WBEZ.
- Hadfield, James (10 грудня 2016). Last splash: Immodest Japanese tradition of mixed bathing may be on the verge of extinction. Japan Times. Процитовано 19 листопада 2019.
- Kincaid, James R. (31 січня 2000). Is this child pornography?. Salon.com. Архів оригіналу за 30 квітня 2007. Процитовано 28 квітня 2007.
- Markowitz, Eric (29 квітня 2014). Until Fairly Recently, The YMCA Actually Required Swimmers To Be Nude. Vocativ.
- Steinbach, Paul (2017). Designing Public Locker Rooms with an Eye on Privacy. Athletic Business.
- Williams, Pete (19 серпня 2019). Women ask Supreme Court to toss topless ban: Why are rules different for men?. NBC News.